# Cikubang
Cikubang is een bestuurslaag in het regentschap Tasikmalaya van de provincie West-Java, Indonesië. Cikubang telt 6028 inwoners (volkstelling 2010).